# スラッグ (鉄道車両)

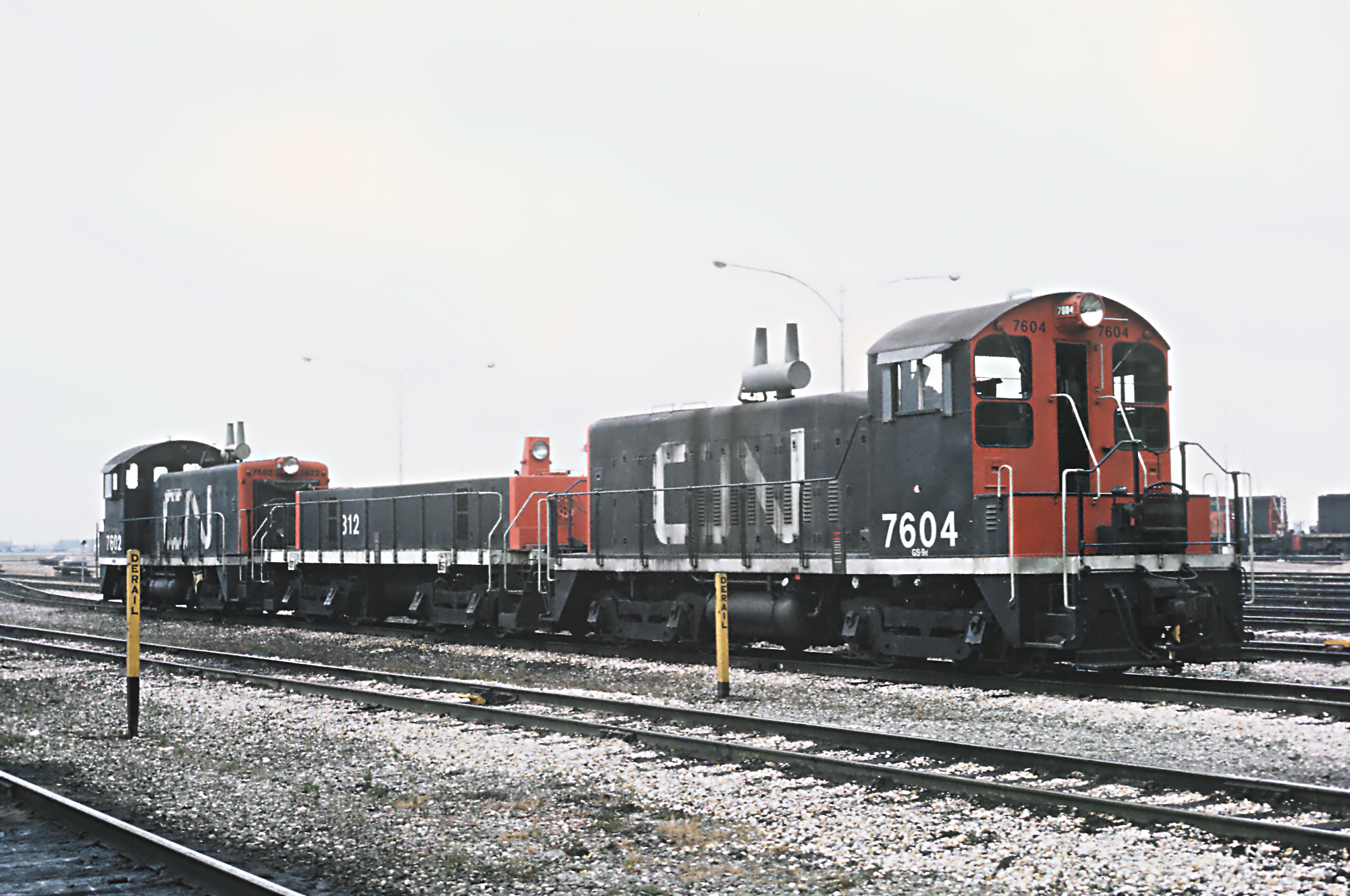
カナディアン・ナショナル鉄道のスラッグ（中央）と2両のマザー（EMD SW900）

鉄道におけるスラッグ(slug)とは、アメリカ合衆国の鉄道で使われている鉄道車両の一種である。鉄道会社によっては、パワー・メイト(Power Mate)と呼ばれることもある。

## 概要
スラッグとは、アメリカにおいて電気式ディーゼル機関車と組んで運用される、牽引力増大用の特殊な動力車で、エンジンを搭載したディーゼル機関車から電力の供給を受けて電動機をまわすことで駆動軸数を増やし、編成全体での牽引力を増大させるという使われ方をされ、エンジンは積んでいない。電力を供給するディーゼル機関車は「マザー」（親機）と呼ばれ、時には1輌のスラッグをサンドイッチにするように2輌のマザーが連結され、この2輌が共同してスラッグに電力を供給することもある。

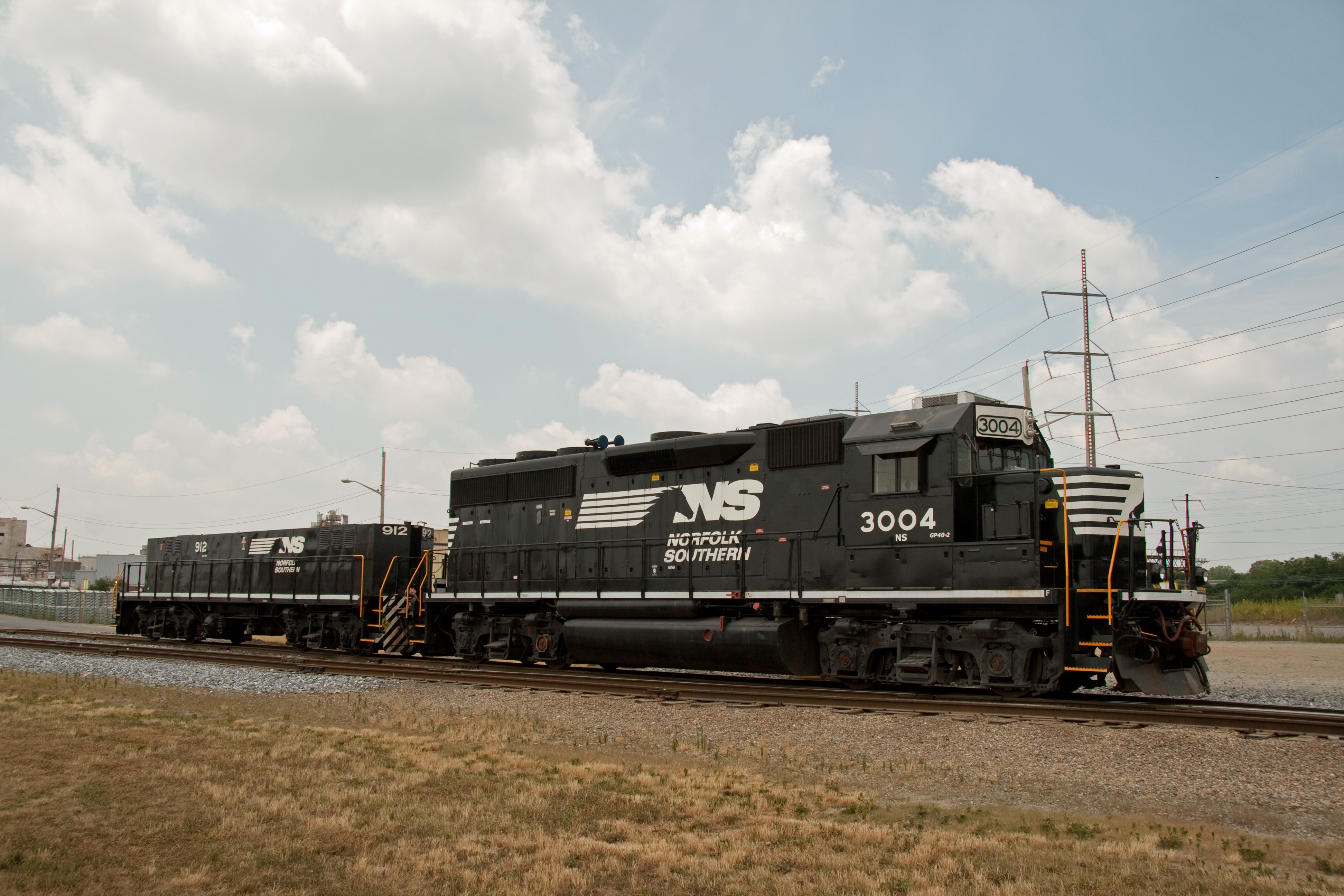
ノーフォーク・サザン鉄道の運転台無しスラッグ（左）とロードスイッチャー（EMD GP40-2、右）

スラッグは、例えば操車場で入れ換え作業をするときのように速度よりも粘着力を重視する用途で使われる。列車の走行速度が低いときには機関車の発電能力に余裕があるため、その余裕分をスラッグに振り向けることで、高価なディーゼル機関車を使うより安い費用で必要な牽引力をまかなうことができる。また、発電ブレーキを搭載したスラッグの場合には制動力を高めることもできる。スラッグの発電ブレーキの有無は、車体上部に左右に突き出た抵抗器カバーがあるかどうかで見分けることもでき、突き出し部分があれば、そのスラッグは発電ブレーキ付きである。
スラッグはディーゼルエンジンを搭載していないため、粘着力を確保するために死重を搭載している。また、燃料タンクを搭載してマザーに供給している場合もある。

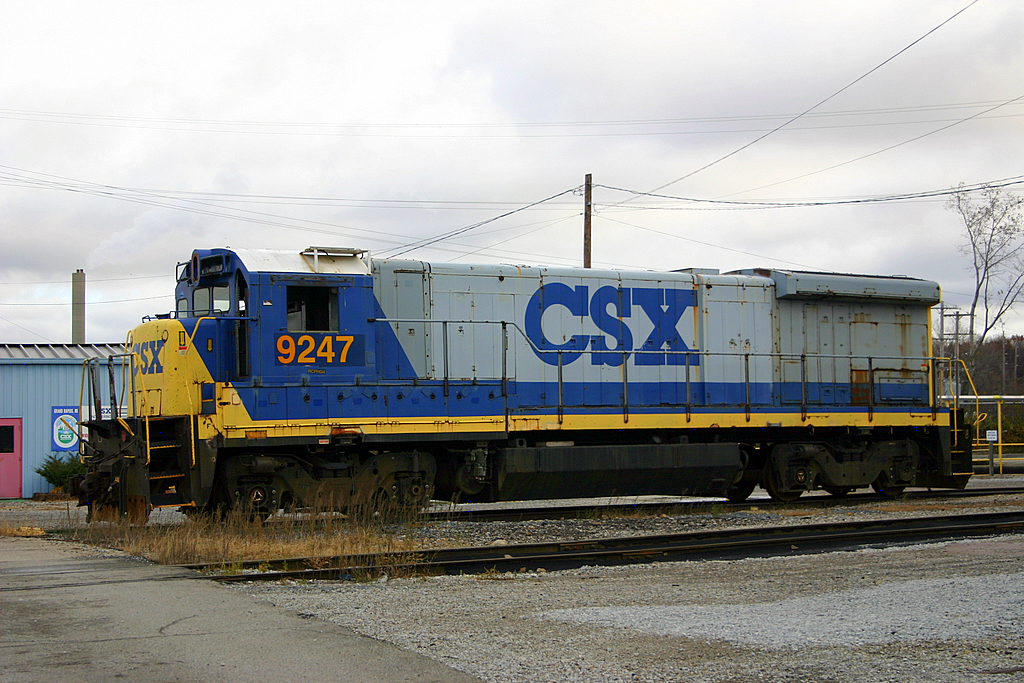
GE B36-7を改造したCSXの運転台付スラッグ#9247。機関車時代の形態を保っている。ロングフード（向かって右）端にあったラジエーターが撤去されて通風口が塞がれているが、その上の発電ブレーキ用抵抗器は残されている。

スラッグには新造されたものと、機関車から改造されたものがある。改造して作られる場合には、車体を低く切り詰め、運転台も取り外してしまうことが多い。一方、新造車は機関車とほぼ同様の形をしており、マスター・コントローラーを持った運転台が付いている場合もある（BN鉄道、CSXなど）。この場合には列車の先頭に立って走ることもある。機関車との違いは、スラッグはエンジン音がしないことと、車体にラジエーターが付いていないことである。
多くのスラッグは2軸のボギー台車を二組装備した4動軸車で、スイッチャーの補助として操車場の入換用に使われているものは「ヤード・スラッグ」（操車場用スラッグ）と呼ばれている。機関車とスラッグを連結したユニットは、親機と子機を雌牛と子牛に例えて「カウ・アンド・カーフ」と呼ばれることもある。
3軸ボギー台車を持つ6動軸のスラッグも存在していて、「ロード・スラッグ」（本線用スラッグ）と呼ばれる。ロード・スラッグは、ヤード・スラッグよりも速い速度（時速30マイル程度）で使われるが、列車が発車してある程度の速度に達すると発車時と同等の牽引力は不要なため、スラッグへの電力は遮断されて付随車となる。
また、スラッグは、製造メーカーや鉄道事業者によって異なる名前で呼ばれることもある。以下にあげるのはその例である。
- Drone - 怠け者 （サンタフェ鉄道での呼称）
- MATE (Motors for Added Tractive Effort) - 牽引力増加用の動力車 （GEでの呼称）
- TEBU (Tractive Effort Booster Unit) - 牽引力ブースターユニット （Morrison-KnudsenとSPでの呼称）
- RDMATE （EMDでの呼称）

ユニオン・パシフィック鉄道の CCRCL (Control Car Remote Control Locomotives)をスラッグと呼ぶこともあるが、CCRCLは走行用モーターを持っていないのでこれは正確な呼び方ではない。また、ロータリー式除雪車に電力を供給する車両をスネイル（snail:カタツムリ）とよぶが、これもスラッグとは異なる。
日本でも、貨物列車や除雪列車にディーゼル機関車を重連運用する機会が多く、重連総括制御装置を搭載している車体も多いが、長らく液体式が主流だったため、スラッグのような車両は現在のところ登場していない。